# 청자 양각연지어문 화형 접시
청자 양각연지어문 화형 접시(靑磁陽刻蓮池魚文 花形 楪匙)는 서울특별시 용산구, 삼성미술관 리움에 있는 고려시대의 청자 접시이다. 1990년 5월 21일 대한민국의 보물 제1031호로 지정되었다.

## 개요
고려시대 만들어진 청자 접시로 높이 9.3cm, 아가리 지름 16.1cm, 밑지름 6.1cm이다.
바닥면 근처에서 거의 수평으로 퍼졌다가 다시 비스듬히 벌어져 올라간 넓적한 접시로, 안바닥이 평평하며 두께가 얇아 청동제 접시 같이 날렵하게 생겼다. 아가리 끝의 여섯 군데에 조금씩 홈을 내어 여섯 잎의 꽃과 같은 모양을 하고 있다. 이것은 고려 초기의 특징적인 꽃무늬 접시에서 퇴화된 것으로 생각된다.
그릇 내면에는 마치 비단에 무늬를 넣은 듯, 섬세하고 정교한 최상급의 양각문양들이 새겨있다. 편평한 바닥면에는 물 속에서 놀고 있는 3마리의 물고기 무늬가 있고, 측면에는 각각 연꽃과 갈대와 물오리 등 연못의 풍경을 양각하였으나 바깥쪽은 아무런 무늬가 없다.
이 문양들은 손으로 하나하나 조각한 듯이 정교하고 치밀하면서도 부드러움과 우아함을 보이고 있다. 접시의 전면에 반투명한 유약이 은은하게 발라져 있다. 이 청자접시와 같은 모양과 문양, 유색을 동시에 갖춘 것으로는 유일한 것이다.

## 같이 보기
- 청자

## 참고 자료
- 청자 양각연지어문 화형 접시 - 국가유산청 국가유산포털